# Cadaba
Cadaba  es un género de plantas con flores  pertenecientes a la familia Capparaceae. Comprende 49 especies descritas y de estas, solo 29 aceptadas.

## Descripción
Son arbustos o árboles pequeños, por lo general desarmados, pero a veces las ramas terminan bruscamente. Hojas pecioladas, simples (a veces 3-folioladas), pelos de color ceniza; estípulas diminutas y discretas. Flores generalmente en racimos terminales o axilares, solitarias a fasciculadas, pediceladas. Sépalos 4 en 2 series, libres, el par interior generalmente cerrado por el par exterior. Pétalos de 4-0, con garras.   Fruto subcilíndrico, coriáceo, tardíamente dehiscente o indehiscente; tejidos internos rodeando las semillas a menudo de color naranja; con semillas subglobosas.

## Taxonomía
El género fue descrito por Peter Forsskål y publicado en Flora Aegyptiaco-Arabica 67. 1775. La especie tipo es: Cadaba rotundifolia Forssk.  

## Especies
|  | Cadaba aphylla       |
|  |                      |
|  | Cadaba barbigera     |
|  |                      |
|  | Cadaba beccarinii    |
|  |                      |
|  | Cadaba benguellensis |
|  |                      |
|  | Cadaba capparoides   |
|  |                      |
|  | Cadaba carneoviridis |
|  |                      |
|  | Cadaba divaricata    |
|  |                      |
|  | Cadaba farinosa      |
|  |                      |
|  | Cadaba fruticosa     |
|  |                      |
|  | Cadaba gillettii     |
|  |                      |
|  | Cadaba glandulosa    |
|  |                      |
|  | Cadaba heterotricha  |
|  |                      |
|  | Cadaba insularis     |
|  |                      |
|  | Cadaba kassasii      |
|  |                      |
|  | Cadaba kirkii        |
|  |                      |
|  | Cadaba longifolia    |
|  |                      |
|  | Cadaba mirabilis     |
|  |                      |
|  | Cadaba natalensis    |
|  |                      |
|  | Cadaba parvula       |
|  |                      |
|  | Cadaba rotundifolia  |
|  |                      |